# Enola Holmes 2
Enola Holmes 2 är en amerikansk-brittisk mysteriefilm från 2022. Den är regisserad av Harry Bradbeer, med manus av Jack Thorne. Filmen är baserad på novellerna The Enola Holmes Mysteries av Nancy Springer och är uppföljaren till Enola Holmes från 2020.
Filmen hade premiär på streamingtjänsten Netflix den 4 november 2022.

## Rollista (i urval)
- Millie Bobby Brown – Enola Holmes
- Henry Cavill – Sherlock Holmes
- Louis Partridge – Viscount Tewkesbury
- Adeel Akhtar – Lestrade
- Susie Wokoma – Edith
- Helena Bonham Carter – Eudoria Holmes
- David Thewlis